# Mistrzostwa Świata Juniorów w Łucznictwie 2008
10. Mistrzostwa Świata Juniorów w Łucznictwie odbyły się w dniach 6–12 października 2008 roku w Antalyi (Turcja). W zawodach wzięli udział juniorzy do 20 roku życia oraz kadeci do 17 roku życia, strzelający z łuków klasycznych i bloczkowych. 
Polska wywalczyła jeden medal. Drużyna juniorek w składzie Joanna Kamińska, Ewa Tyll i Paula Wyczechowska zdobyła brąz w strzelaniu z łuku klasycznego.

## Reprezentacja Polski juniorów

### łuk klasyczny
- Joanna Kamińska
- Mariusz Najman
- Piotr Nowak
- Ewa Tyll
- Paula Wyczechowska
- Paweł Zarzecki

### łuk bloczkowy
- Aleksander Gawryś

## Reprezentacja Polski kadetów

### łuk klasyczny
- Milena Barakońska
- Maciej Fałdziński
- Katarzyna Kielec
- Łukasz Pająk
- Maciej Szemik
- Aleksandra Wojnicka

## Medaliści

### Juniorzy

#### Strzelanie z łuku klasycznego
| Konkurencja:           | Złoto:                                              | Srebro:                                                     | Brąz:                                                       |
| indywidualnie kobiet   | Mikie Zushi                                         | Pranitha Vardhineni                                         | Inna Stepanowa                                              |
| indywidualnie mężczyzn | Luca Melotto                                        | Rodrigo Lastra                                              | Massimiliano Mandia                                         |
| drużynowo kobiet       | Chiny · He Xiaoqing · Lu Siyi · Zhu Jiani           | Indie · Rimil Biruly · Belsri Narzary · Pranitha Vardhineni | Polska · Joanna Kamińska · Ewa Tyll · Paula Wyczechowska    |
| drużynowo mężczyzn     | Australia · Ricci Cheah · Ryan Tyack · Taylor Worth | Ukraina · Andrij Borowik · Anton Ladikow · Taras Seniuk     | Włochy · Lorenzo Giori · Massimiliano Mandia · Luca Melotto |

#### Strzelanie z łuku bloczkowego
| Konkurencja:           | Złoto:                                                                | Srebro:                                                            | Brąz:                                                                      |
| indywidualnie kobiet   | Kendal Nicely                                                         | Samantha Pruitte                                                   | Camille Bouffard-Demers                                                    |
| indywidualnie mężczyzn | Mads Juul Krogshede                                                   | Demir Elmaağaçlı                                                   | Simon Rousseau                                                             |
| drużynowo kobiet       | Stany Zjednoczone · Seneca Francis · Kendal Nicely · Samantha Pruitte | Rosja · Aleksandra Makijewa · Nadieżda Namtajewa · Diana Tontojewa | Kanada · Camille Bouffard-Demers · Carolyne Dupuis · Marie-Michele Quirion |
| drużynowo mężczyzn     | Rosja · Anton Chłyszczenko · Czingese Rinczino · Denis Segin          | Stany Zjednoczone · Ben Cleland · Adam Gallant · Adam Wruck        | Australia · Andrew Bradley · Guy Phillips · Brendan Wallace                |

### Kadeci

#### Strzelanie z łuku klasycznego
| Konkurencja:           | Złoto:                                                   | Srebro:                                                | Brąz:                                                          |
| indywidualnie kobiet   | Tatiana Segina                                           | Lin Shih-chia                                          | Lidia Siczenikowa                                              |
| indywidualnie mężczyzn | Kim Hyun                                                 | Kim Joo-wan                                            | Shin Jae-hun                                                   |
| drużynowo kobiet       | Korea Południowa · Lim Su-ji · Oh Da-mee · Seo Hye-rim   | Niemcy · Julia Rode · Isabel Viehmeier · Julia Zeun    | Chińskie Tajpej · Lin Shih-chia · Tan Ya-ting · Tenh Chia-hui  |
| drużynowo mężczyzn     | Korea Południowa · Kim Hyun · Kim Joo-wan · Shin Jae-hun | Włochy · Luca Maran · Lorenzo Pianesi · Mattia Vieceli | Chińskie Tajpej · Chen Yu-cheng · Chuang Shih-wei · Wu Kun-yeh |

#### Strzelanie z łuku bloczkowego
| Konkurencja:           | Złoto:                                                               | Srebro:                                                                                | Brąz:                                                           |
| indywidualnie kobiet   | Kailey Johnston                                                      | Ekaterina Korobejnikowa                                                                | Gabriela Jazmin Trevino                                         |
| indywidualnie mężczyzn | Joey Hunt III                                                        | Luca Di Benedetto                                                                      | James Hirth                                                     |
| drużynowo kobiet       | Stany Zjednoczone · Kailey Johnston · Paige Pearce · Tristan Skarvan | Rosja · Swietłana Czerkaszniewa · Janżima Dugarowa · Ekaterina Korobejnikowa           | Australia · Elizabeth May Churchward · Tegan Healey · Amy Paget |
| drużynowo mężczyzn     | Stany Zjednoczone · Levi Cyr · Joey Hunt III · Connor Kelly          | Meksyk · Carlos Alberto Armendariz · Juan Ramon Fuentes · Cuauhtemoc Alfredo Rodriguez | Wielka Brytania · Jake Bunce · Phillip Gower · Lewis Humphries  |

## Klasyfikacja medalowa

### Juniorzy
| Lp. | Państwo           | Złoto | Srebro | Brąz | Razem |
| 1.  | Stany Zjednoczone | 2     | 2      | 0    | 4     |
| 2.  | Rosja             | 1     | 1      | 1    | 3     |
| 3.  | Włochy            | 1     | 0      | 2    | 3     |
| 4.  | Australia         | 1     | 0      | 1    | 2     |
| 5.  | Chiny             | 1     | 0      | 0    | 1     |
| 5.  | Dania             | 1     | 0      | 0    | 1     |
| 5.  | Japonia           | 1     | 0      | 0    | 1     |
| 8.  | Indie             | 0     | 2      | 0    | 2     |
| 9.  | Meksyk            | 0     | 1      | 0    | 1     |
| 9.  | Turcja            | 0     | 1      | 0    | 1     |
| 9.  | Ukraina           | 0     | 1      | 0    | 1     |
| 12. | Kanada            | 0     | 0      | 3    | 3     |
| 13. | Polska            | 0     | 0      | 1    | 1     |

### Kadeci
| Lp. | Państwo           | Złoto | Srebro | Brąz | Razem |
| 1.  | Stany Zjednoczone | 4     | 0      | 0    | 4     |
| 2.  | Korea Południowa  | 3     | 1      | 1    | 5     |
| 3.  | Rosja             | 1     | 2      | 0    | 3     |
| 4.  | Włochy            | 0     | 2      | 0    | 2     |
| 5.  | Chińskie Tajpej   | 0     | 1      | 2    | 3     |
| 6.  | Meksyk            | 0     | 1      | 1    | 2     |
| 7.  | Niemcy            | 0     | 1      | 0    | 1     |
| 8.  | Australia         | 0     | 0      | 2    | 2     |
| 9.  | Ukraina           | 0     | 0      | 1    | 1     |
| 9.  | Wielka Brytania   | 0     | 0      | 1    | 1     |